# کودک کار در ازبکستان
کودک کار در ازبکستان (انگلیسی: Child labour in Uzbekistan) کودکانی هستند که به‌طور گسترده در صنایع پنبه در ازبکستان بکار گرفته می‌شوند.

## سیاست استفاده از کودکان
در سال ۲۰۰۷ بی‌بی‌سی در برنامه اخبار شب به نقل از یک کارخانه پنبه که توسط دولت کنترل می‌شود گزارش داد که این نیروی کار دو ماه و نیم از سال بکار گرفته می‌شود، رادیو اروپای آزاد گزارش داد که فعالان حقوق بشری می‌گویند که بکارگیری کودکان سیاست دولت است. تعدادی از خرده فروشی‌های غربی از جمله شرکتهای آسدا، گپ، مارکس اند اسپنسر و تسکو ادعا می‌کنند که از خرید پنبههایی که توسط کودکان چیده شود، خودداری کرده‌اند. گرچه به‌طور رسمی این کار ممنوع شده‌است، اما یک گزارش در سال ۲۰۰۹ می‌گوید که به‌کارگیری کودکان هنوز ادامه دارد.

## اقدامات دولت
بعد از همه‌گیر شدن این اخبار در باره به‌کارگیری کودکان در پنبه‌چینی، اداره کار ایالات متحده گزارشی را برجسته کرد مبنی براینکه کابینه وزرای ازبکستان اعلام کرد که قصد دارد از استخدام افراد زیر ۱۸ سال در این کار جلوگیری کند. همین گزارش می‌گوید که دولت ازبکستان با به‌کارگیری شیوه‌ای با راهنمائی سازمان بین‌المللی کار از افت میزان پنبه چینی در سال ۲۰۱۴ در مزارع پنبه خبر داد و با همین شیوه متوجه شد که تعداد ۴۱ کارفرمای نیروی کار کودکان، ۱۹ تن از مسئولان مدارس و مدیران مزارع مستوجب پرداخت جریمه شدند. با اینهمه تعدادی از گزارش‌ها مطبوعاتی می‌گوید که این اقدامات فقط برای سفید سازی چهره دولت بوده‌است. گاهی گزارش می‌رسد که مقامات محلی مانند فرماندار رسمی ناحیه یا شهردار شهر، دانشجویان زیر ۱۸ سال را برای این کار تشویق کرده‌اند. برخی سازمانهای غیردولتی، مشخصاً سازمان حقوق بشری فوروم ازبک آلمان (UGF) کوشش کرده‌است تا هم در پهنه جهانی و هم در اروپا هوشیاری مردم را نسبت به این اقدامات غیراخلاقی بالا ببرد. برخی سازمانهای غیردولتی و غیرانتفاعی محلی از جمله «سازمان کودکان آسیای مرکزی را نجات دهید» از اقدام فوروم ازبک آلمان حمایت کرده‌اند.